# Tafia
Tafia to rodzaj taniego rumu, produkowanego z soku z trzciny cukrowej. W przeciwieństwie jednak do zwykłego rumu dojrzewającego w drewnianych beczkach, tafia nie leżakuje, co wpływa na zawartość w niej szkodliwego oleju fuzlowego. Jej nazwa pochodzi od toastu wygłaszanego przez Kreolów pochodzenia francuskiego.
Historia tafii sięga XVII wieku, kiedy to wytwarzana była na rozległych plantacjach trzciny cukrowej w Indiach Zachodnich. W erze kolonialnej, handel rumem stał się bardzo dochodowym przedsięwzięciem wzdłuż najbardziej uczęszczanych szlaków handlowych, produkcja tafii stała się również domeną niewolników.
W trakcie przygotowywania tafii, sok z trzciny cukrowej przerabiany jest do postaci syropu, w którym w wyniku energicznego mieszania powstają kryształki cukru. Po usunięciu warstwy krystalicznej, pozostałość (tzw. melasa) mieszana jest z wodą i drożdżami, w celu rozpoczęcia procesu fermentacji. Po przefermentowaniu mieszanina podlega destylacji. Oddestylowany produkt jest bezbarwny, charakterystyczny dla rumu kolor nadaje się tafii poprzez stosowanie naturalnych dodatków takich jak karmel.